# Joseph Fornery
Œuvres principales
Histoire du Comté Venaissin et de la ville d'Avignon (s.d.) [1910]
Joseph Fornery né le 16 mars 1675 à Carpentras, ville où il meurt le 2 novembre 1755, est un notaire, historien du Comtat Venaissin et de la ville d'Avignon.

## Biographie
Issu d'une famille notariale comtadine, Joseph Fornery est le fils de Louis Fornery et de Paule Vernarel. Il naît à Carpentras le 16 mars 1675  et devient notaire dans cette ville puis greffier de la Cour majeure. Il se marie le 22 février 1700 avec Catherine de Charpaud, fille d'un secrétaire général des États du Comtat Venaissin. Le 17 février 1720 son fils Louis-Xavier obtient la charge de coadjuteur de son greffe.
Vers 1723, considérant très insuffisant les travaux entrepris jusqu'alors sur l'histoire d'Avignon et du Comtat Venaissin, il entreprend la rédaction d'une Histoire ecclésiastique et civile du Comtat Venaissin et de la ville d'Avignon. Pour encourager Fornery dans cette entreprise, les États votent le 23 avril 1736 une subvention de 1 200 livres pour l'impression de l'ouvrage. Basé sur des documents originaux, le manuscrit est achevé en 1741. Fornery ne le fait pas publier aussitôt, mais le prête à l'abbé Jean Antoine Pithon Curt qui le pille pour publier en 1743 une Histoire de la noblesse du Comté Venaissin, d'Avignon et de la principauté d'Orange. Malgré les interventions du marquis de Cambis faites au nom des États, Pithon Curt refuse de rendre le manuscrit. Fornery adresse alors un mémoire au chancelier de France qui lui rend rapidement justice. Les manuscrits sont rendus, mais déposés à paris pour y être imprimés. Malheureusement Fornery décède peu après ; n'ayant plus de descendance directe son héritier est Roch Fornery qui cède en 1760, tous ses droits sur les manuscrits aux États sous réserve qu'ils soient imprimés à leur frais. L'impression n'ayant pas été réalisée, Roch Fornery cède, en 1784, les manuscrits à l'avocat Tissot, grand collectionneur de documents historiques. Il faudra attendre jusqu'en 1893 pour que l'Académie de Vaucluse, sur proposition de M Duhamel archiviste du département, prenne la décision de faire imprimer l'ouvrage. Malgré une subvention votée par le Conseil général le 8 septembre 1893, il faudra attendre 1910 pour que l'ouvrage soit effectivement publié en trois volumes à 400 exemplaires.

## Œuvres
- Histoire du Comté Venaissin et de la ville d'Avignon, t. 1, 2 ,3, Avignon, François Seguin et J.Roumanille, s.d. [1910], 543, 501 et 724